# Vampire in the Garden
Vampire in the Garden é um anime original da Netflix anunciado em 2022.
A historia acompanha duas meninas, Momo e Fine, que possuem origens diferentes e se encontram por acaso, mostrando uma improvável amizade entre uma humana e uma vampira.
Inicialmente programada para estrear em 2021, a série de anime original foi lançada este ano, sob direção de Ryotarou Makihara e do diretor assistente Hiroyuki Tanaka. Tetsuya Nishio atua como designer de personagens e diretor de animação chefe, Shunichiro Yoshihara como diretor de arte e Satoshi Takabatake e Kazushi Fujii foram encarregados do cenário artístico.

## Enredo
A história conta a vida de seres humanos que perderam seu lugar na superfície da Terra após perderem uma grande guerra contra os vampiros. Os sobreviventes procuram construir uma parede de luz em uma pequena cidade, a fim de se proteger e, eventualmente, re-expandir sua esfera de sobrevivência.
Enquanto isso, o protagonista Momo deseja buscar a paz e viver com vampiros, inimigos da humanidade. Esta garota cumpre sua missão ao conhecer a Rainha Vampira Fine, que já amou os humanos, mas desapareceu no campo de batalha. Ambos partiram em uma jornada em busca do “paraíso” em que os vampiros e humanos viviam há muitos anos.